# Helen Mayo
Helen Mary Mayo (Adelaida, Australia, 1 de octubre de 1878 - Adelaida, 13 de noviembre de 1967) fue una médica y profesora de medicina australiana, nacida y criada en Adelaida. En 1896, se matriculó en la Universidad de Adelaida, donde estudió medicina. Después de graduarse, pasó dos años trabajando en salud infantil en Inglaterra, Irlanda y la India. Regresó a Adelaida en 1906, comenzó una práctica privada y tomó posiciones en el Women's and Children's Hospital y el Royal Adelaide Hospital. En 1909, fue cofundadora de la School for Mothers, donde las madres podían recibir consejos sobre salud infantil. Esta organización, que se convirtió en la Mothers' and Babies' Health Association en 1927, estableció sucursales por todo el sur de Australia e incorporó una escuela de capacitación para enfermeras maternas. En 1914, después de hacer infructuosamente una campaña para que el Children's Hospital tratara a los infantes, Mayo cofundó el Hospital Mareeba para infantes.
Además de sus logros médicos, Mayo participó otras organizaciones. Estuvo muy involucrada con la Universidad de Adelaida, sirviendo en el consejo universitario de 1914 a 1960, siendo la primera mujer en Australia en ser elegida para ese puesto, y estableciendo allí un club de mujeres y un internado para mujeres. También fue fundadora del Adelaide Lyceum Club, una organización para mujeres profesionales. Murió el 13 de noviembre de 1967, con el Medical Journal of Australia atribuyéndole el éxito del sistema de bienestar infantil del sur de Australia a su trabajo.

## Biografía

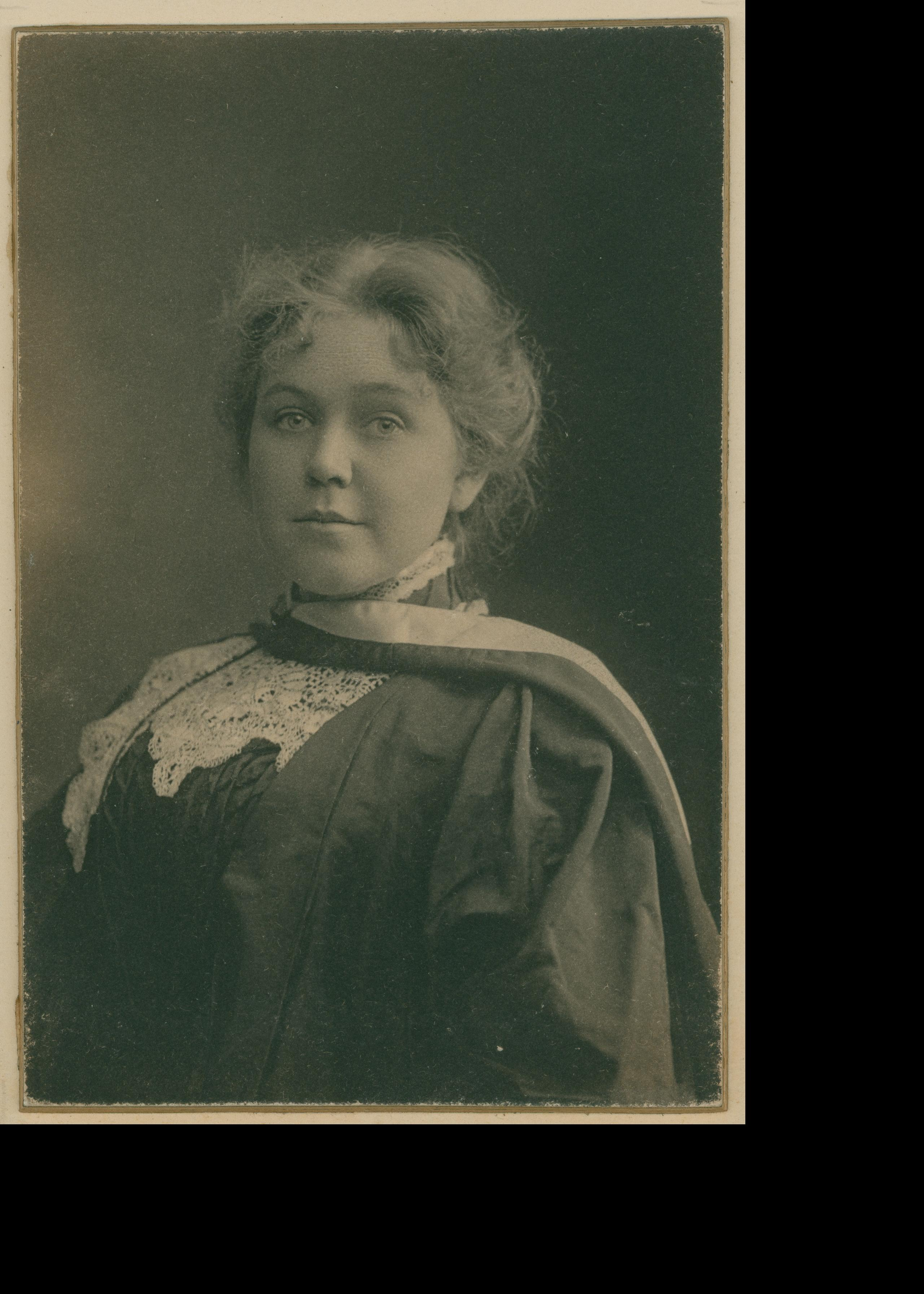
Helen Mayo en 1902.

Helen Mary Mayo nació en Adelaida, Australia el 1 de octubre de 1878. Era la mayor de los siete hijos de George Gibbes Mayo (1845-1921), ingeniero civil, y Henrietta Mary Mayo, née Donaldson, (1852-1930) y nieta de George Mayo, un médico de Adelaida. Su educación formal comenzó a la edad de 10 años, cuando comenzó a recibir lecciones regulares con un tutor. A la edad de 16 años, se matriculó en la Advanced School for Girls en Grote Street, precursora de la Adelaide High School, en la cual se matriculó después de un año, a finales de 1895.
A pesar de nunca haber oído hablar de la existencia de doctoras, desde temprana edad, se había dedicado a seguir una carrera en medicina. Sin embargo, Edward Rennie, entonces profesor de la Adelaide High School, aconsejó al padre de Helen que era demasiado pequeña para comenzar a estudiar medicina, por lo que en 1896, Mayo se matriculó en la Facultad de Artes de la Universidad de Adelaida. La muerte de su hermana menor Olive, al final de su primer año de estudio, supuso que Mayo no pudiera rendir en sus exámenes finales ese año, y cuando repitió su primer año en 1897, falló dos de sus cinco asignaturas (latín y griego). Habiendo obtenido el permiso de su padre, se matriculó en medicina en 1898. Era una distinguida estudiante de medicina, llegando a la cima de su clase y ganando la beca Davis Thomas y la Beca Everard en su cuarto y quinto año de estudio respectivamente.

## Carrera médica
Después de su graduación a finales de 1902, Mayo ocupó un puesto como oficial médica residente en el Hospital de Adelaide.En febrero de 1904, se fue a Inglaterra para ampliar su experiencia realizando prácticas. Allí trabajó como empleada clínica en el Hospital for Sick Children en Great Ormond Street Hospital, Londres. Para obtener experiencia como partera, fue al Coombe Women & Infants University Hospitall en Dublín. Después de regresar a Londres para completar un curso de medicina tropical, viajó a la India, donde trabajó durante un año como partera en una misión de la Cambridge Mission to Delhi, hospitales para mujeres y niños. En 1906, regresó a Adelaida y comenzó unas prácticas privadas en un local propiedad de su padre en la calle Morphett, al lado de la casa familiar. Con tiempo libre en sus manos, comenzó a trabajar en el laboratorio en el Hospital de Adelaida y obtuvo una especialidad como anestesista honoraria en el Adelaide Children's Hospital.

### Mothers' and Babies' Health Association
En mayo de 1909, presentó un documento en una conferencia interestatal sobre la mortalidad infantil. En él, se refirió a la alta tasa de mortalidad infantil en el sur de Australia y afirmó que había que hacer más para educar a las mujeres de cara a la maternidad. Más tarde,  ese mismo año, después de escuchar una charla sobre el éxito de una escuela para madres en Londres, ella y Harriet Stirling (la hija de Edward Stirling) fundaron la Escuela para madres de Adelaide. El Kindergarten Union creó una habitación en sus oficinas que estuviera disponible por una tarde a la semana, donde una enfermera pesaba y revisaba a los bebés y Mayo y Stirling daban consejos a las madres. En la primera reunión anual de la organización, un prominente médico la criticó por pensar que las mujeres solteras podían enseñar a las madres, que se guiaban por el "instinto materno",  ya que tanto Mayo como Stirling no tenían hijos. A pesar de esto, la organización tuvo mucho éxito, y en 1911 se compró una cabaña en Wright Street y se convirtió en la sede de la escuela. En 1927, la organización se convirtió en la Mothers' and Babies' Health Association , y en 1932, tenía sucursales en todo el sur de Australia. Durante este periodo los compañeros de Mayo incluyeron a la Dra. Marie Brown (1883-1949). Mayo se desempeñó como oficial médico honorario de la asociación hasta su muerte. en 1967, cuando la organización creó una escuela de capacitación para enfermeras maternas y un hospital. En su honor, la asociación inauguró la conferencia anual de Helen Mayo. Eventualmente, en 1981, la Mothers' and Babies' Health Association se incorporó al Departamento de Salud del Gobierno de Australia del Sur.
Después de visitar Melbourne para aprender a fabricar vacunas, en 1911, Mayo fue nombrada bacterióloga clínica en el Hospital Adelaide, un puesto que ocuparía durante 22 años.

### Hospital Mareeba

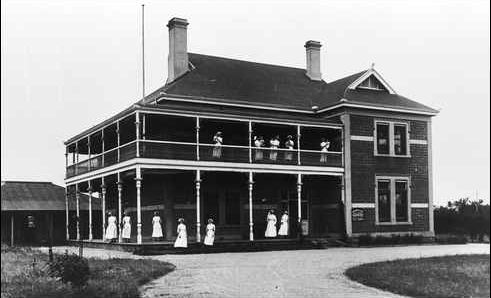
El Hospital Mareeba de Mayo en 1917.

En la primera parte de la década de 1910, había una necesidad urgente de instalaciones médicas para tratar a bebés en el sur de Australia, ya que, debido a los riesgos de infección cruzada, el Adelaide Children's Hospital no trataría a menores de dos años. En 1913, Mayo y Stirling convocaron una reunión de médicos para analizar la posibilidad de un hospital para estos niños. Después de que se expresaran las dudas sobre la viabilidad de dicho plan, el grupo recaudó algunos fondos y presentó a la junta del Adelaide Children's Hospital un plan para usar los fondos para construir un pabellón separado en los terrenos del hospital. La junta rechazó la propuesta, por lo que Mayo y su grupo alquilaron una casa de dos pisos en St. Peter's y abrieron un hospital para bebés en 1914. Las dificultades financieras para el hospital finalmente se volvieron abrumadoras y el gobierno estatal se hizo cargo del hospital, trasladándolo a Woodville y rebautizándolo como el Hospital Mareeba.
Mayo jugó un papel central en el establecimiento del Hospital Mareeba y la formación de su política, sirviendo como médico honorable y oficial honorario responsable desde 1921 hasta 1946. Para combatir los riesgos de la infección cruzada, estableció una política de aislamiento estricto de los bebés de otros pacientes. Cada niño tenía su propio casillero, donde se guardaría su propio equipo, las batas utilizadas por las enfermeras para atender a un niño solo se usarían para ese niño, y las mantas, botellas y útiles se esterilizaron. Mareeba finalmente se convirtió en un hospital con 70 camas, complementado con una unidad quirúrgica y una sala para bebés prematuros.

### Últimos años de carrera
En 1919, el Adelaide Children's Hospital anunció a sus médicos honorarios. Creyendo que su género sería un impedimento para obtener este puesto, senegó a postular. Sin embargo, siguiendo una recomendación del cirujano de Adelaide Henry Simpson Newland, solicitó el puesto, y ese año fue nombrada médico asistente honorario a cargo de los pacientes de ambulatorio. Con puestos en el Royal Adelaide Hospital, el Children's Hospital y el Hospital Mareeba, además de los compromisos de su consulta privada, comenzó su doctorado en medicina en 1925. Utilizó su experiencia como bacterióloga clínica en el Hospital de Adelaide como base para su tesis, que se vio obligada a escribir los fines de semana por el volumen de trabajo diario. Al año siguiente, se convirtió en la primera mujer en recibir un doctorado en medicina por la Universidad de Adelaide. Posteriormente, fue nombrada doctora honoraria de pacientes hospitalizados en el Children's Hospital, y profesora de medicina en la Universidad de Adelaide. En mayo de 1935 fue nombrada Oficial de la Orden del Imperio Británico (OBE) por sus servicios relacionados con el bienestar materno infantil en el estado de Australia del Sur.
Se retiró en 1938 y se convirtió en una doctora honoraria en el Children's Hospital, pero cuando estalló la Segunda Guerra Mundial, regresó al hospital como asesora pediátrica sénior, al mismo tiempo que organizaba el servicio de transfusión de donantes de la Cruz Roja.

## Otras actividades

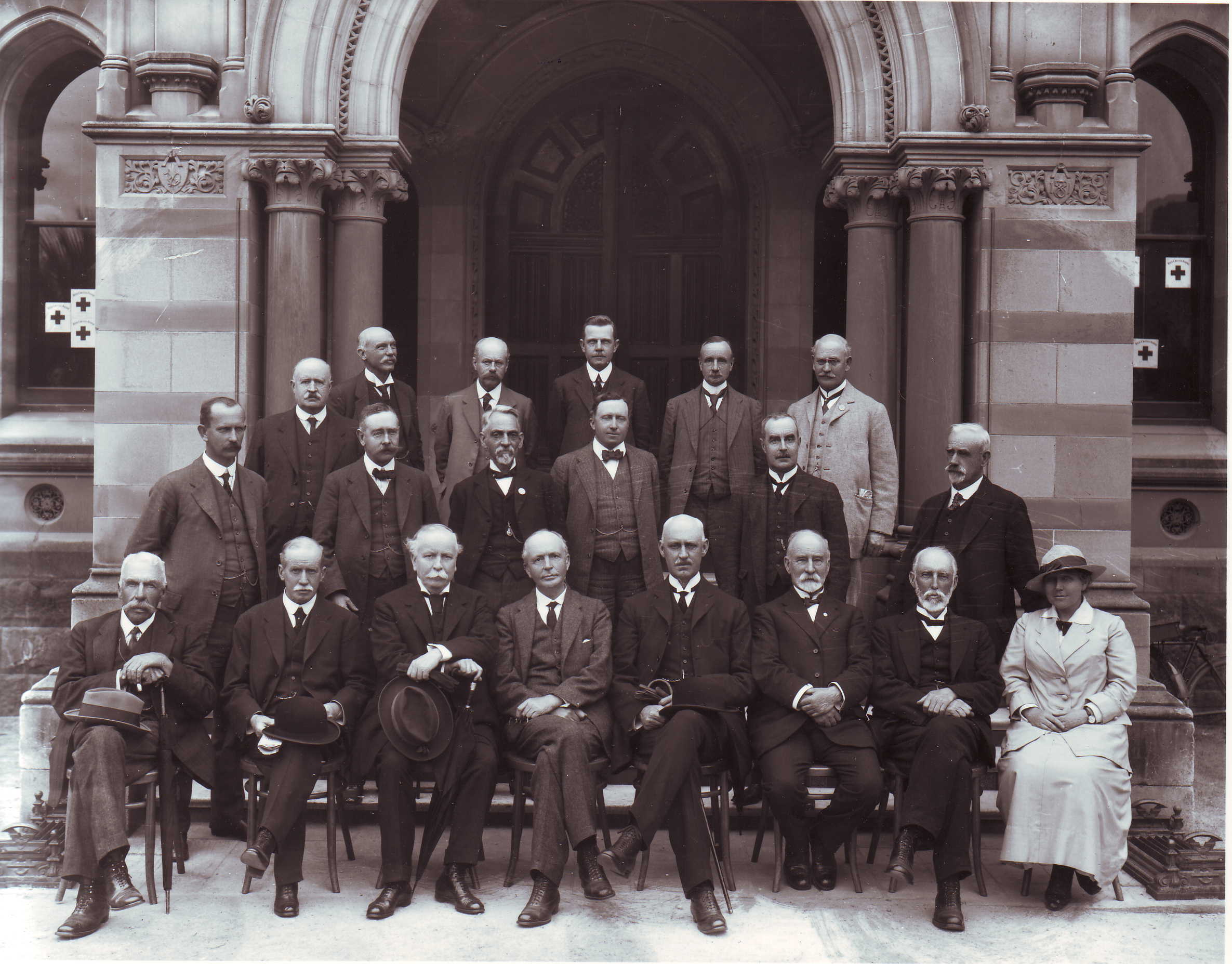
El Consejo de la Universidad de Adelaide en 1919. Helen Mayo es la única mujer de la foto.

Mayo se convirtió en la primera mujer en Australia en ser elegida para un consejo universitario cuando, en 1914, fue elegida para el Consejo de la Universidad de Adelaida, cargo que ocupó durante 46 años. En 1922 fundó el Adelaide Lyceum Club, y fue su presidente inaugural. El club proporcionó un lugar para que las mujeres líderes en sus respectivos campos se reunieran, y tenían como objetivo promover el estatus de la mujer en el mundo de las artes y las letras.
También participó activamente en la vida de estudiantes y graduadas de la Universidad de Adelaida. Encabezó la fundación del Women Student's Club (eventualmente la Unión de las Mujeres) en 1909, y en 1921 inició los trámites para unificar los diversos cuerpos estudiantiles en esa universidad que eventualmente se convertiría en la Unión de la Universidad de Adelaid. La construcción del Edificio Lady Simon para la Unión de Mujeres se debió en gran parte a sus esfuerzos, como la fundación del St. Ann's College, donde se desempeñó como presidenta de 1939 a 1959.
Mayo murió el 13 de noviembre de 1967, a la edad de 89 años. En su obituario, el Medical Journal of Australia la describió como "la decana de las mujeres médicas en Australia del Sur, y muy probablemente en toda Australia", y le atribuyó la eficacia del sistema de bienestar de salud infantil de Australia del sur. La División Federal de Mayo recibe su nombre de la susodicha.